# Sollevamento pesi ai Giochi della XXIX Olimpiade - 77 kg maschile

## Risultati
| Pos. | Paese         | Atleta             | Strappo | Strappo | Strappo | Strappo   | Slancio | Slancio | Slancio | Slancio   | Totale |
| Pos. | Paese         | Atleta             | 1       | 2       | 3       | Risultati | 4       | 5       | 6       | Risultati | Totale |
| ---- | ------------- | ------------------ | ------- | ------- | ------- | --------- | ------- | ------- | ------- | --------- | ------ |
|      | Corea del Sud | Sa Jae-Hyouk       | 160     | 163     | 165     | 163       | 201     | 203     | 211     | 203       | 366    |
|      | Cina          | Li Hongli          | 163     | 168     | 170     | 168       | 193     | 198     | 198     | 198       | 366    |
|      | Armenia       | Gevorg Davtyan     | 165     | 165     | 165     | 165       | 195     | 195     | 291     | 195       | 360    |
| 4    | Corea del Sud | Kim Kwang-Hoon     | 155     | 155     | 160     | 155       | 200     | 206     | 206     | 200       | 355    |
| 5    | Russia        | Oleg Perepečënov   | 158     | 162     | 165     | 162       | 192     | 199     | 199     | 192       | 354    |
| 6    | Cuba          | Iván Cambar        | 152     | 157     | 160     | 157       | 190     | 196     | 196     | 196       | 353    |
| 7    | Armenia       | Ara Khachatryan    | 162     | 166     | 166     | 162       | 191     | 195     | 195     | 191       | 353    |
| 8    | Polonia       | Krzysztof Szramiak | 157     | 161     | 165     | 161       | 191     | 191     | 194     | 191       | 352    |
| 9    | Kazakistan    | Vladimir Kuznecov  | 155     | 160     | 160     | 160       | 191     | 191     | 197     | 191       | 351    |
| 10   | Bielorussia   | Siarhei Lahun      | 153     | 157     | 157     | 157       | 187     | 192     | 196     | 192       | 349    |
| 11   | Indonesia     | Sandow Nasution    | 145     | 152     | 153     | 153       | 185     | 194     | 200     | 194       | 347    |
| 12   | Egitto        | Mahmoud Elhaddad   | 145     | 150     | 155     | 150       | 192     | 198     | 198     | 192       | 342    |
| 13   | Albania       | Erkand Qerimaj     | 145     | 150     | 154     | 154       | 182     | 187     | 193     | 187       | 341    |
| 14   | Francia       | Giovanni Bardis    | 149     | 153     | 156     | 156       | 173     | 178     | 178     | 173       | 329    |
| 15   | Nigeria       | Felix Ekpo         | 143     | 148     | 150     | 143       | 178     | 182     | 185     | 182       | 325    |
| 16   | Uzbekistan    | Sherzodjon Yusupov | 140     | 144     | 148     | 144       | 178     | 185     | 185     | 178       | 322    |
| 17   | Venezuela     | José Ocando        | 140     | 140     | 140     | 140       | 182     | 182     | 186     | 182       | 322    |
| 18   | Romania       | Răzvan Rusu        | 130     | 135     | 140     | 140       | 170     | 175     | 175     | 170       | 310    |
| 19   | Argentina     | Carlos Espeleta    | 140     | 140     | 145     | 140       | 170     | 170     | 170     | 170       | 310    |
| 20   | Moldavia      | Andrei Gutu        | 140     | 145     | 147     | 145       | 160     | 165     | 165     | 160       | 305    |
| 21   | Nuova Zelanda | Richie Patterson   | 130     | 137     | 137     | 130       | 170     | 176     | 176     | 170       | 300    |
| 22   | Sudafrica     | Darryn Anthony     | 135     | 135     | 144     | 135       | 160     | 170     | 173     | 160       | 295    |
| 23   | Figi          | Josefa Vueti       | 115     | 120     | 124     | 124       | 155     | 162     | 162     | 155       | 279    |
| 24   | Monaco        | Romain Marchessou  | 105     | 110     | 115     | 110       | 135     | 140     | 145     | 140       | 250    |
| -    | Venezuela     | Octavio Mejías     | 152     | 152     | 157     | 157       | 152     | 185     | 185     | 185       | NF     |
| -    | Stati Uniti   | Chad Vaughn        | 144     | 144     | 147     | 147       | 182     | 182     | 182     | -         | NF     |
| -    | Ungheria      | János Baranyai     | 140     | 145     | 148     | 145       | -       | -       | -       | -         | NF     |
| -    | Turchia       | Taner Sağır        | 165     | 165     | 165     | -         | -       | -       | -       | -         | NF     |